# 신호 무결성
신호 무결성(signal integrity)은 전기신호의 품질에 관한 척도이다. 주로 송신부에서 생성된 디지털 신호가 집적회로, 팩키징 또는 인쇄회로기판 등으로 구성된 채널을 통해 전송될때, 수신부에서 측정되는 신호패턴이 잡음에 의한 왜곡없이 원래의 디지털 패턴을 보존함을 의미한다. 또한 수신부에서 양질의 신호를 얻기 위해 하드웨어의 전자기적 특성을 분석하고, 신호왜곡의 원인을 규명하여 설계에 적용하는 일련의 활동을 지칭하기도 한다.

## 신호왜곡의 원인
- 임피던스 부정합
- 누화
- 손실
  - 전도손실
  - 유전손실
  - 표면거칠기
  - 모드변환손실
  - 방사손실

## 신호무결성 개선 기술
위에 언급한 신호왜곡의 원인들을 제거하고 신호무결성을 개선하는 기술들은 모두 기존의 고주파 회로설계나 EMC기술과 밀접한 연관이 있다. 그러나 일반적인 고주파 회로설계와 달리 광대역의 다단자망 시스템을 다루어야 하며, 또한 일반적인 EMC대책과 달리 하드웨어의 기초 설계단계에서 문제를 해결해야 하는 차이점이 있다. 따라서 신호무결성 설계에서는 전자기 및 회로 시뮬레이션의 역할이 매우 중요하다.
- 임피던스 정합
- 차폐
- 전기재료의 개선

## 같이 보기
- 전자파장애
- 전자파 적합성